# الشباريق (الحديدة)

تعديل مصدري - تعديل

الشباريق هي إحدى قرى مديرية زبيد، التابعة لمحافظة الحديدة اليمنية، بلغ تعداد سكانها 6405 نسمة حسب الإحصاء الذي جرى عام 2004.